# 金琫鎬
金 琫鎬（キム・ボンホ、朝鮮語: 김봉호、1933年5月10日 - ）は、大韓民国の政治家、社会運動家、教授、著作家。第10・11・12・13・14・15代大韓民国国会議員。
本貫は金海金氏。号は愼軒（シノン、신헌）。キリスト教徒。女優のチャン・ジニョンは息子の妻。

## 経歴
1933年5月10日、大日本帝国朝鮮全羅南道の海南郡に生まれた。南北朝鮮が日本から離脱した後は大韓民国の国民となる。海南高等学校を卒業後、全南大学校農科大学に進学し、卒業後は精米所や搗精工場を運営していた。後は延世大学校の経営大学院経済科にも進学した。
その後1978年12月12日に行われた第10代総選挙に民主共和党から立候補して当選し国会議員となり、第15代国会では国会副議長を務めた。特に再選国会議員時代の1987年、国会憲法改正特別委員会基礎小委員会の委員として、大韓民国憲法第121条に「国家は農地に関して、耕者有田の原則が達成できるように努力しなければならない」という規定を加えた。
2009年には、女優のチャン・ジニョンが亡くなった際、舅として弔問に訪れた。
2016年3月21日には息子である金泳均が国民の党の党内選挙で候補から脱落し、尹英壱が公認されたことに対し、汝矣島の国会議員会館で開かれていた非公開の最高委員会に訪れ、最高委員の朴柱宣に対し一方的に尹候補を支援したと抗議した後、職員により会場の外へ連れ去られた。
2023年の制憲節に国会議長の金振杓から感謝状プレートを授与された。

## 学歴
- 海南東初等学校
- 海南中学校
- 海南高等学校
- 全南大学校農科大学農学科学士
- 延世大学校経営大学院経済科修士

### 名誉博士学位
- 全南大学校名誉政治学博士
- 清州大学校名誉政治学博士

## 略歴
- 全羅南道道庁政策諮問委員
- 民主共和党全羅南道第9地区党委員長
- 平和民主党政策委員長
- 南北両国会談代表
- 平和民主党事務総長
- 民主党事務総長
- 国会経済科学委員長
- 第15代国会副議長
- 韓日議員連盟首席副会長兼大韓民国連盟側会長職務代行
- 新政治国民会議特任行政委員
- 新政治国民会議指導委員長
- 新政治国民会議中央常務委員長
- 社団法人可楽中央宗親会理事長
- 財団法人可楽史跡開発研究院理事長
- 大韓民国憲政会元老会議副議長
- 延世大学校特任教授
- 新民党顧問
- 国民会議顧問
- 国民の党顧問

## 著書

### 著述
- 政策と展望 - 上・下巻（原文: 정책과 전망 上下권）

## 賞勲
- フィリピン・コロミア十字大勲章